# إمره لاكاتوش
إمره لاكاتوش (بالمجرية: Lakatos Imre) (مواليد 9 نوفمبر 1922 – 2 فبراير 1974) كان فيلسوفا مجريا للرياضيات والعلوم.

## وصلات خارجية
- إمره لاكاتوش على موقع الموسوعة البريطانية (الإنجليزية)
- إمره لاكاتوش على موقع إن إن دي بي (الإنجليزية)